# Cannelloni

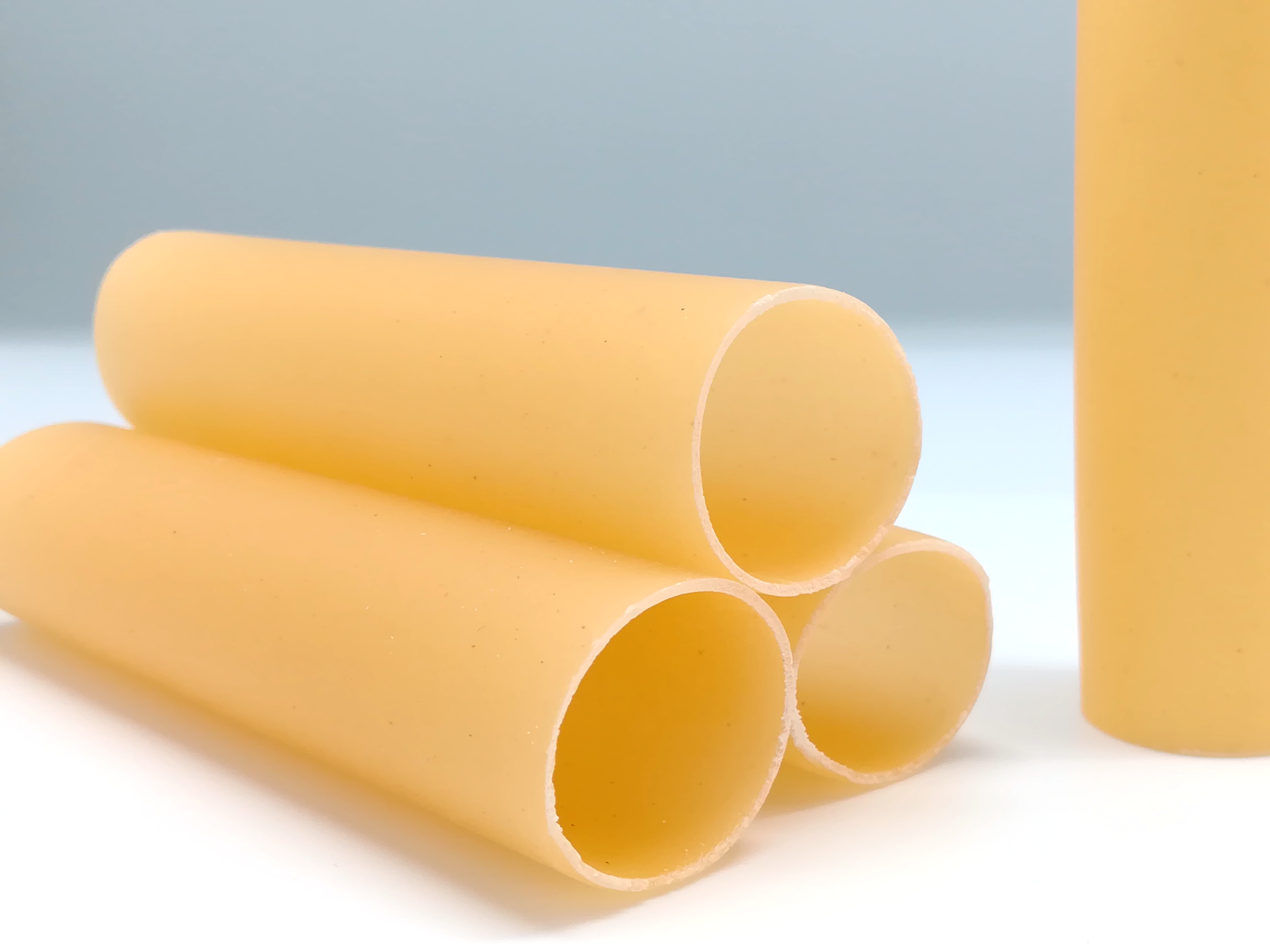
Cannelloni

Cannelloni – włoski makaron wyglądem przypominający rurki o średnicy około 3 cm. Najczęściej nadziewany jest mięsem mielonym, sosem pomidorowym oraz beszamelowym, a całość posypywana jest startym serem.